# 費斯滕巴赫河
47°46′35″N 11°46′21″E / 47.776378°N 11.772573°E
費斯滕巴赫河（德語：Festenbach），是德國的河流，位於該國東南部，由巴伐利亞負責管轄，屬於芒法爾河的支流，河道全長約12公里，發源自內瑟爾沙伊貝山北坡，河口處在瓦恩高附近。